# Farmersburg
|  | Per a altres significats, vegeu «Farmersburg (Indiana)». |

Farmersburg és una població dels Estats Units a l'estat d'Iowa. Segons el cens del 2000 tenia 300 habitants.

## Demografia
Segons el cens del 2000, Farmersburg tenia 300 habitants, 123 habitatges, i 83 famílies. La densitat de població era de 289,6 habitants/km².
Dels 123 habitatges en un 30,1% hi vivien nens de menys de 18 anys, en un 60,2% hi vivien parelles casades, en un 4,9% dones solteres, i en un 32,5% no eren unitats familiars. En el 29,3% dels habitatges hi vivien persones soles el 17,1% de les quals corresponia a persones de 65 anys o més que vivien soles. El nombre mitjà de persones vivint en cada habitatge era de 2,44 i el nombre mitjà de persones que vivien en cada família era de 3,02.
Per edats la població es repartia de la següent manera: un 26% tenia menys de 18 anys, un 6,3% entre 18 i 24, un 28,7% entre 25 i 44, un 20,3% de 45 a 60 i un 18,7% 65 anys o més.
L'edat mediana era de 39 anys. Per cada 100 dones de 18 o més anys hi havia 89,7 homes.
La renda mediana per habitatge era de 34.000 $ i la renda mediana per família de 40.694 $. Els homes tenien una renda mediana de 28.750 $ mentre que les dones 20.278 $. La renda per capita de la població era de 14.796 $. Entorn del 2,6% de les famílies i el 6,3% de la població estaven per davall del llindar de pobresa.